# Deutscher Evangelischer Kirchentag

Das Jerusalemkreuz ist das Logo des DEKT.

Das Plakat zum Kirchentag 2007

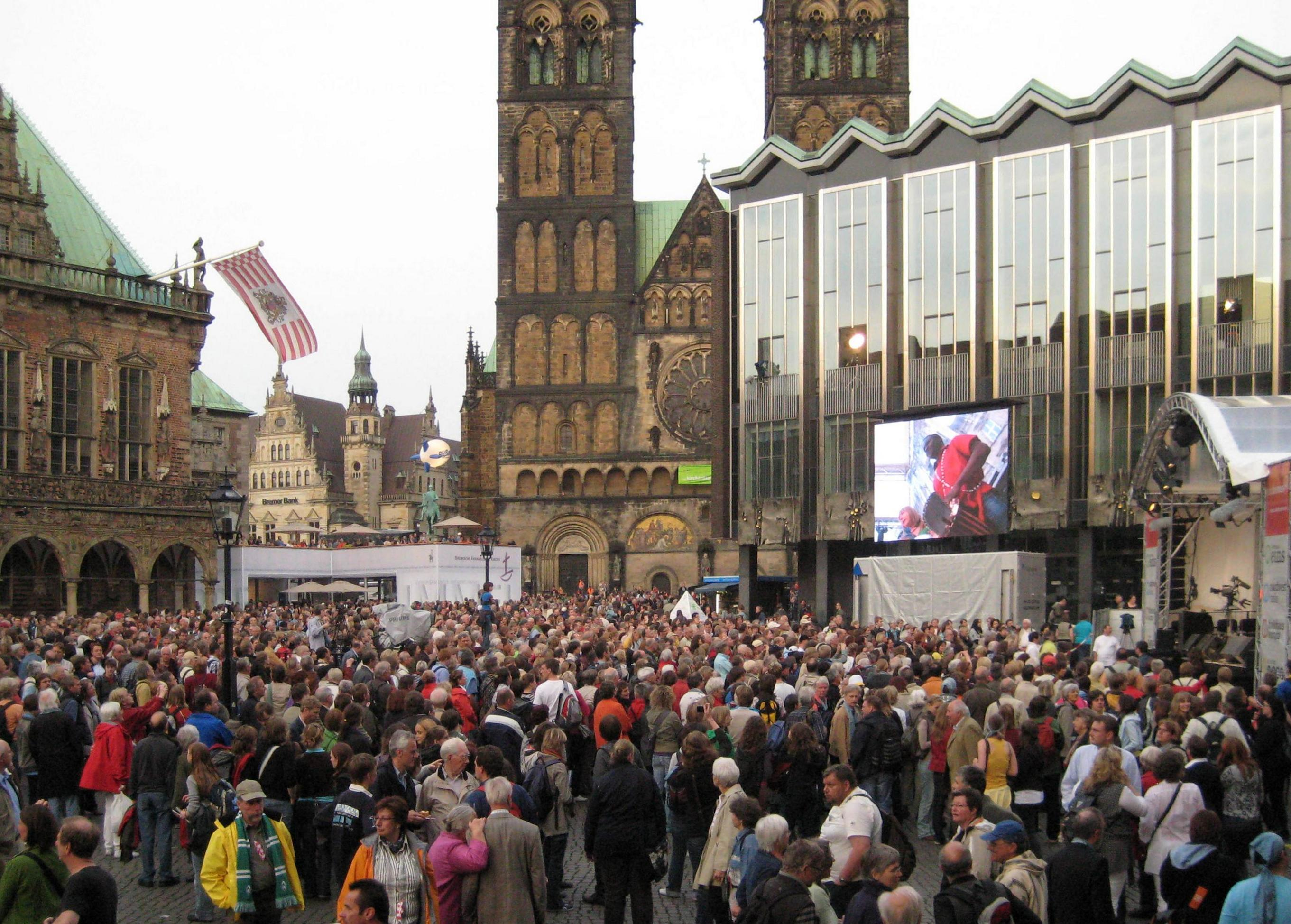
Kirchentag im „Herzen“ der Gastgeberstadt (hier: Abend der Begegnung 2009 auf dem Bremer Marktplatz)

Der Deutsche Evangelische Kirchentag (DEKT) ist eine Bewegung evangelischer Laien, die alle zwei Jahre die gleichnamige mehrtägige Großveranstaltung mit staatlicher Unterstützung durchführt.
Der Deutsche Evangelische Kirchentag versteht sich als eine freie Bewegung von Menschen, die der christliche Glaube und das Engagement für die Zukunft von Kirche und Welt zusammenführt. Er ist institutionell unabhängig von den evangelischen Kirchen.
Der Kirchentag 2025 fand in Hannover statt. Der  40. Deutsche Evangelische Kirchentag soll vom 5. bis 9. Mai 2027 in Düsseldorf stattfinden. 
Themen sind neben dem Christentum viele politische und gesellschaftliche Themen unserer Zeit, wie z. B. der Dialog zwischen Juden und Christen seit 1961 in Berlin oder das Evangelisch-katholische Gespräch 1965 in Köln. Die Friedensbewegung der 1980er wurde durch den Kirchentag stark beeinflusst. Erste große Friedensdemonstrationen fanden anlässlich des Deutschen Evangelischen Kirchentages im Juni 1981 in Hamburg und 1983 in Hannover (Motto: „Umkehr zum Leben“) statt.
Das kleinere (und ältere) römisch-katholische Pendant zum Kirchentag ist der Katholikentag. Der erste ökumenische Kirchentag fand 2003 in Berlin statt. Gastgebende Stadt des zweiten Ökumenischen Kirchentages war im Mai 2010 die Stadt München. Die ökumenischen Kirchentage werden gemeinsam mit dem Zentralkomitee der deutschen Katholiken (ZDK) organisiert.

## Programm
Aus den Anfängen des evangelischen Kirchentages hat sich im Laufe der Jahre ein Schema entwickelt, das dem Kirchentag als Rahmen dient. Kirchentage finden meist an den Tagen um Christi Himmelfahrt oder Fronleichnam statt (siehe Brückentag); sie beginnen in der Regel am Mittwoch vor dem entsprechenden Feiertag und dauern bis Sonntag. Das Rahmenprogramm eines Kirchentags folgt in der Regel einem Raster, das den örtlichen Gegebenheiten angepasst wird. Dazu gehören im Einzelnen:

### Eröffnungsgottesdienst
Der Kirchentag beginnt mit mehreren Eröffnungsgottesdiensten am Mittwochabend. Früher waren dies bis zu 70 Gottesdienste in der Region, die vom Kirchentag als Quartierbereich bezeichnet wird, da es sich dabei um die Region handelt, wo die Dauerteilnehmer ihre Übernachtungsquartiere haben. Seit dem Kirchentag 2005 gibt es wenige Gottesdienste an zentralen Orten der Stadt, z. B. große Plätze, um die Anreisewege zum folgenden Abend der Begegnung kurz zu halten.

### Abend der Begegnung

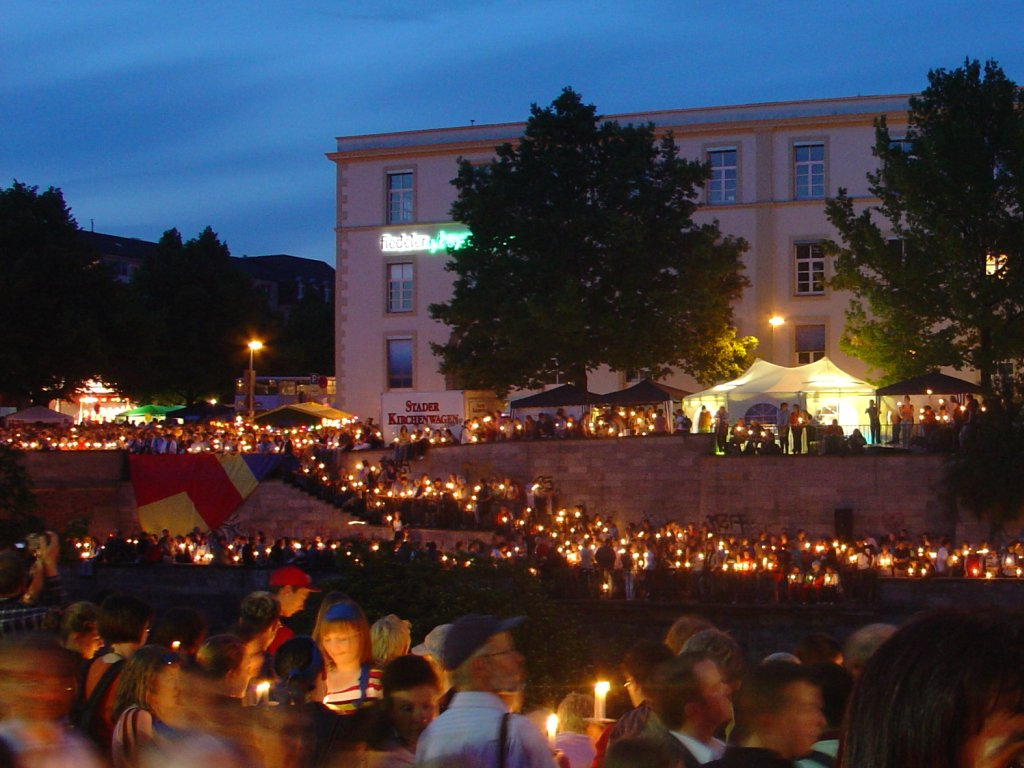
Abend der Begegnung 2005

Kirchliche Gruppen, Initiativen und Werke aus der gastgebenden Landeskirche gestalten die zentrale Eröffnungsveranstaltung, das Straßenfest Abend der Begegnung, im Anschluss an die Eröffnungsgottesdienste in der Innenstadt des Veranstaltungsortes. Dabei stellen sich die unterschiedlichen Regionen der Landeskirche mit vielfältigen (regionalen) kulinarischen Köstlichkeiten vor; zudem wird ein breites Bühnenprogramm angeboten. Auf zahlreichen Bühnen über die Innenstadt verteilt wechseln sich Laien und Profis ab, die Gäste zu unterhalten. Der Abend der Begegnung ist mit in den letzten Jahren etwa 300.000 Besuchern eines der größten Straßenfeste Deutschlands.
Der Abend der Begegnung ist traditionell alkoholfrei, lebt von dem Begegnungselement „Mitmachaktionen“ und hat zunehmend einen „ökofairen“ Schwerpunkt (nach den Kriterien des ökologischen Landbaus und des Fairen Handels erzeugt); Speisen und Getränke kommen vorzugsweise aus der Region und werden mit umweltfreundlichem Mehrweggeschirr verkauft. Typisch ist auch sein spiritueller Abschluss mit Abendsegen, Lichtermeer und experimenteller Klanginstallation, für den z. B. bekannte Künstler wie Markus Stockhausen oder Sven Helbig komponierten.

### Ablauf von Donnerstag bis Samstag
Die drei vollständigen Tage des Kirchentags laufen in etwa nach dem gleichen Schema ab, wenn man von den Feierabendmahlen am Freitagabend absieht. Die Hauptpunkte sind dabei:

#### Bibelarbeit
Der Veranstaltungstag beginnt jeden Morgen mit Bibelarbeiten. Diese finden in unterschiedlichen Rahmen statt (von einer Messehalle mit mehreren 1000 Besuchern bis hin zu Kleingruppen mit zehn Personen). Sie werden von Laien, wie Künstlern oder Politikern, oder von Theologen geleitet.
Einige Bibelarbeiten von Persönlichkeiten aus dem Ausland finden auch in englischer Sprache statt. Allen Bibelarbeiten des Tages liegt der gleiche Bibeltext zugrunde.

#### Markt der Möglichkeiten
Auf dem bis zum frühen Abend geöffneten „Markt der Möglichkeiten“ präsentieren sich viele (auch nichtkirchliche) Initiativen in den Messehallen der gastgebenden Stadt.
Es gibt hierbei Stände zu Themen wie Fairem Handel, Klimaschutz oder Homosexualität in der Kirche, aber auch Orthodoxie in Ägypten, Blindenschrift oder besondere Projekte einzelner Kirchengemeinden. Die thematische Anordnung der Stände führt dazu, dass z. B. die Militärseelsorge ihren Stand nur wenige Schritte neben christlichen Friedensgruppen hat.

#### Vorträge und Diskussionsveranstaltungen
Am Vor- und Nachmittag werden die thematischen Schwerpunkte des Kirchentags durch Vorträge und Podiumsdiskussionen vertieft. Daran nehmen auch zahlreiche Prominente aus Politik, Kirche und Gesellschaft teil, unter denen Mitglieder der Bundesregierung genauso zu finden sind wie bekannte Schauspieler, Musiker oder Fernsehmoderatoren. Die Zahl der Zuhörer schwankt von mehreren Dutzend bis zu mehr als 10.000, je nach Thema und Besetzung des Podiums.

#### Abendveranstaltungen
An den Abenden finden eher kulturell oder gottesdienstlich geprägte Veranstaltungen für unterschiedliche Zielgruppen statt. So gibt es beispielsweise Konzerte bekannter Popmusiker; beim Kirchentag in Dresden traten unter anderem Nina Hagen, die Wise Guys, Laith Al-Deen und Andreas Bourani auf. Es finden aber auch Konzerte von Musikern statt, die eher der christlichen Musikszene zuzuordnen sind, wie Gerhard Schöne, Clemens Bittlinger oder Judy Bailey und ebenso Aufführungen und Uraufführungen von alten und neuen kirchenmusikalischen Werken, Musicals und Theaterstücken oder thematische Abende mit musikalischen, schauspielerischen und gottesdienstlichen Elementen. Für den Kirchentag in Hamburg wurde erstmals eine Oper in Auftrag gegeben.

#### Gute-Nacht-Cafés
In einigen Gemeindehäusern, Jugendzentren und Gruppenquartieren kann man den Tag in einem Gute-Nacht-Café ausklingen lassen. Bei Getränken und kleinen Speisen trifft man sich dort zum Gespräch.

#### Feierabendmahl
Am Freitagabend laden Kirchengemeinden aus der gastgebenden Stadt in ihren Räumen zu unterschiedlich gestalteten Gottesdiensten mit Abendmahlsfeier ein. Diesen folgt meist ein gemütliches Beisammensein, durch das versucht wird, die Kirchengemeinden der Stadt und die Gäste des Kirchentages miteinander ins Gespräch zu bringen.
Parallel dazu finden diverse Veranstaltungen des Kirchentages statt; nur ein kleinerer Teil der Kirchentagsbesucher nimmt die Angebote der Gemeinden wahr.

### Abschlussgottesdienst
Der Kirchentag endet am Sonntag mit einer zentralen Schlussversammlung mit einem Abschlussgottesdienst, in welchem seit 1983 auch Abendmahl gefeiert wird. Er findet heute in der Regel auf einem großen Platz mit über 100.000 Teilnehmenden statt.

### Thematische Schwerpunkte
Die thematischen Schwerpunkte werden für jeden Kirchentag neu überlegt. Die Formulierungen sind jeweils recht allgemein gehalten, denn sie sollen die gesamte Breite der aktuellen kirchlichen Diskussionsthemen umfassen und strukturieren. Oft sind sie recht ähnlich: Fragen des Glaubens, der individuellen Lebensgestaltung, der Ethik und der Gesellschaftspolitik sollen ihren Platz finden. Arbeitsweisen sind vor allem Vorträge und Podiumsdiskussionen.

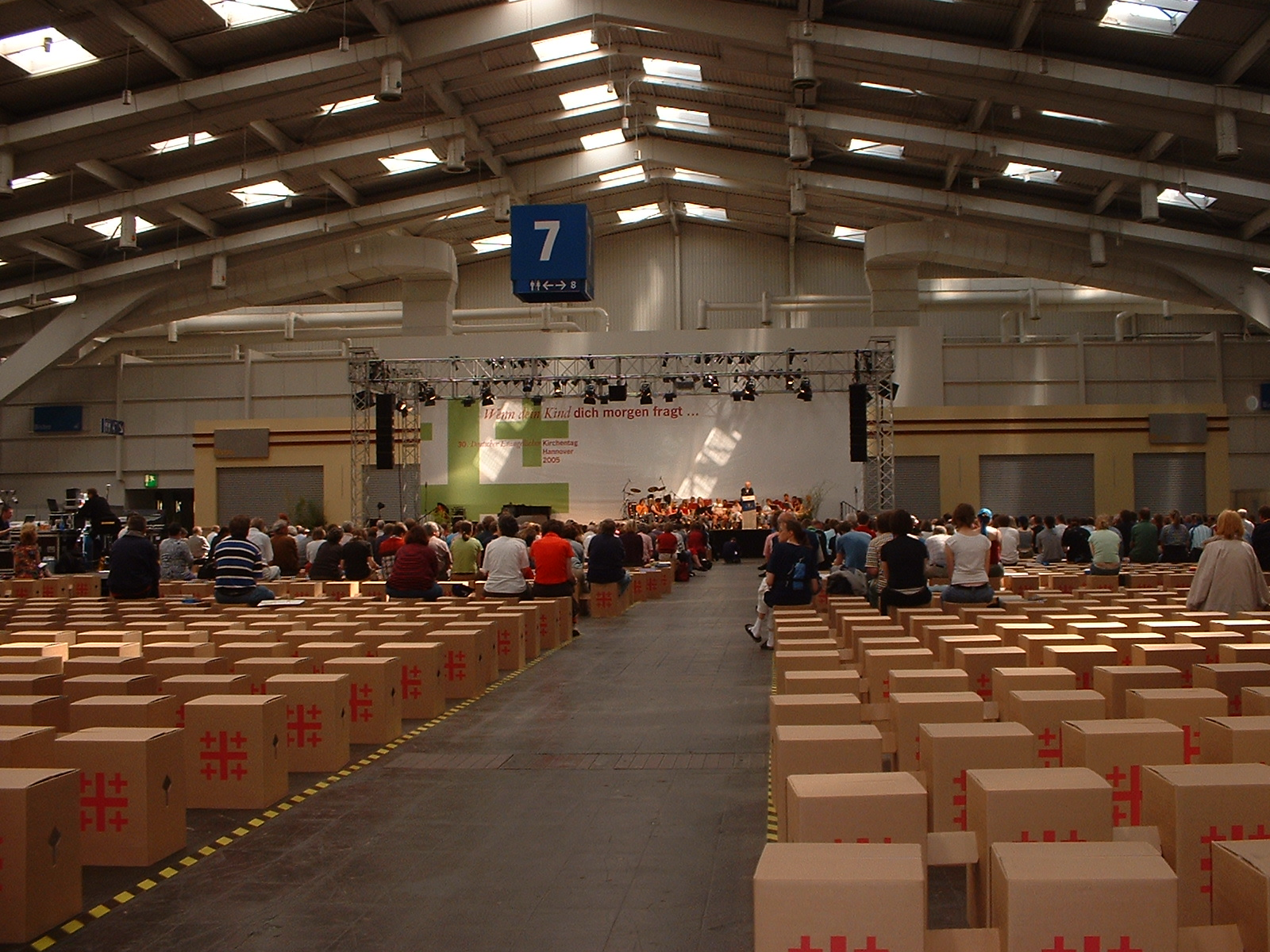
Bild von einer Veranstaltung beim Kirchentag 2005

### Kulturelle Angebote
Zum Kirchentag gehört immer auch ein Kulturprogramm. Dazu zählen zahlreiche Aufführungen von Theater- und Kabarettgruppen und Konzerte aller erdenklichen Musikrichtungen. In den letzten Jahren wurden auch zunehmend die bildenden Künstler zur Mitarbeit aufgefordert.

### Zentren
Für bestimmte Themen oder Zielgruppen gibt es sogenannte Zentren, in denen sich an einem Ort von Donnerstag bis Samstag vieles um das bestimmende Thema dreht. Manche dieser Zentren sind auf jedem Kirchentag anzutreffen, z. B. das Zentrum Kinder, das Zentrum Jugend, das Zentrum Kirchenmusik oder das Zentrum Juden und Christen.
Andere hingegen werden wegen ihrer gesellschaftspolitischen Aktualität eingerichtet, wie z. B. das Zentrum Geschlechterwelten auf dem Kirchentag 2023 oder auch wegen des Lokalkolorits. So wurde beispielsweise beim Kirchentag 2019 in Dortmund das Thema Sport zu einem großen Zentrum Sport unter Mithilfe des Eichenkreuz-Sports und des CVJM ausgebaut. Außer Vortrags- und Diskussionsveranstaltungen über christliche Werte beim Sport konnten die Besucher an vielfältigen sportlichen Angeboten teilnehmen. Beim Kirchentag 2023 in Nürnberg hingegen gab es ein Zentrum Spiel, wo das Spielen nicht nur in Bibelarbeiten, Vorträgen und Diskussionen vorkam, sondern auch bei Brettspielen, Planspielen bis hin zu elektronischen Spielen in zahlreichen Varianten praktisch umgesetzt werden konnte.

### Geistliche Angebote
Von den frühen Morgenstunden bis gegen Mitternacht werden immer wieder Gottesdienste gefeiert sowie Gebetsstunden und Meditationen an verschiedenen Orten angeboten. Auch gibt es den ganzen Tag über die Möglichkeit zur Seelsorge.

### Resolutionen
Während des Kirchentages können Resolutionen als Entschließungen der an ihrem Zustandekommen beteiligten Besucher durch Beschlussfassung oder Unterschrift gefasst und verabschiedet werden. Für das Zustandekommen von Resolutionen gibt es bestimmte Mindestvoraussetzungen, bei deren Erfüllung die Resolution durch den Kirchentag den Medien zugänglich gemacht sowie den in der Resolution genannten Adressaten zugestellt wird.

## Organisation

### Rechtsträger
Rechtsträger des Deutschen Evangelischen Kirchentages ist der „Verein zur Förderung des Deutschen Evangelischen Kirchentages e. V.“ mit Sitz in Fulda. Die Wahl fiel auf Fulda, weil das Präsidium einen Ort suchte, der „die Unabhängigkeit und Selbständigkeit des Kirchentages zu gewährleisten in der Lage war und in der Mitte des verbliebenen Deutschlands – Ost und West zusammen – lag“. Der Kirchentag unterhält dort ein zentrales Büro als dauerhafte Einrichtung. Generalsekretärin des Kirchentages war von 2017 bis 2021 Julia Helmke. Seit 2021 ist es Kristin Jahn.
An der Spitze des Vereins steht für eine Amtszeit von zwei Jahren der Präsident bzw. die Präsidentin. Die Leitung des Kirchentags obliegt dem Präsidium, dem Vorstand des Präsidiums, der Präsidialversammlung, der Konferenz der Landesausschüsse und dem Kollegium. In keinem der Gremien des Kirchentages gibt es institutionelle Vertretungen. Es gibt nur persönliche Mitglieder. Ein großer Teil der Mitglieder des Präsidiums wird von diesem selbst berufen. Das heißt, der Vorstand des Kirchentags wählt faktisch sich selbst. Eine Mitwirkung bei der Zusammensetzung der Leitungsgremien durch die Besucher, die ehrenamtlich Mitarbeitenden oder beispielsweise am Kirchentag interessierte Kirchengemeinden oder Einzelpersonen ist nicht oder nur bei einem kleinen Teil der Mitglieder der Präsidialversammlung möglich.
Zur Ausrichtung des jeweiligen Kirchentags wird unter dem Namen „XX. Deutscher Evangelischer Kirchentag e. V.“ ein eigener Trägerverein gegründet, der dann in der Stadt der Ausrichtung des Kirchentags eine Geschäftsstelle einrichtet.
Die gastgebende Landeskirche richtet die Stelle eines Beauftragten ein, der die Koordination zwischen Kirchentag und einladender Landeskirche und ihren Einrichtungen und Gemeinden übernimmt. Außerdem sind Mitarbeiter der Landeskirche und der jeweiligen Stadtverwaltung in der Kirchentags-Geschäftsstelle tätig und kümmern sich dort besonders um regional bedeutsame Projekte.
Bei manchen Aktionen ist der Rechtsträger die Landeskirche direkt. Dort ist dann der Eintritt frei. So 2019 beim Zentrum Sport in Dortmund auf dem Parkplatz der Westfalenhalle.

### Ehrenamtliches Engagement
Viele Aufgaben der Organisation werden von ehrenamtlichen Helfern übernommen, unter anderem viele christliche überkonfessionelle Pfadfinder. Insgesamt gibt es auf einem Kirchentag ca. 4000 Helfer. Etwa 10 Prozent der Helfer, auch als „Harter Kern (HaKa)“ bezeichnet, sind zwischen neun Tagen und drei Wochen vor Ort.
Die „Mitwirkenden“ im Programm und auf dem Markt der Möglichkeiten bekommen für ihre Auftritte und Stände kein Geld, sondern vergünstigte Eintrittskarten. Eine Ausnahme sind vom Kirchentag eingeladene „Zugpferde“ (z. B. bekannte Pop-Gruppen).

### Sanitätsdienstliche Absicherung
Die medizinische Versorgung während eines Kirchentages wird traditionell durch die Johanniter gesichert. Sanitätsdienst, Mobilitätsdienst für Menschen mit Behinderungen und außerdem Kinderbetreuung sind einige der Aufgaben, die von ehrenamtlichen Helfern aus ganz Deutschland erfüllt werden.

### Kirchentag und Umweltschutz
Der Kirchentag legt großen Wert auf die umweltfreundliche Durchführung der Veranstaltung. Er erstellt eine Ökobilanz. Für die Anreise wird großen Wert auf die Verwendung der Eisenbahn oder auf die Bildung von Mitfahrgelegenheiten gelegt, die teilnehmenden Gruppen beispielsweise im Markt der Möglichkeiten werden durch eine Marktordnung auf umweltfreundliches Verhalten wie z. B. Müllreduktion und Energieeinsparung verpflichtet. Die Menge der verbrauchten Energie des Kirchentages wird durch Investitionen in umweltfreundliche Energieerzeugung kompensiert. Seit 2007 ist der Kirchentag als erste deutsche Serien-Großveranstaltung nach Eco Management and Audit Scheme (EMAS) zertifiziert. Seit 2013 wird auch im Bereich Verpflegung verstärkt auf die Auswirkungen auf das Klima geachtet. Im Rahmen des Projekts „KleVer – Klimaeffiziente Verpflegung“ arbeitet der Kirchentag an einem Konzept zur klimafreundlichen und nachhaltigen Verpflegung aller Beteiligten.
Um Materialien effizienter zu nutzen, betreibt der Kirchentag gemeinsam mit dem Katholikentag in Hünfeld ein ökumenisches Logistikzentrum. „Oberstes Kriterium im Einkauf ist aber der bedarfsgerechte Einkauf unter dem Motto ‚Erst aufbrauchen – dann neu kaufen‘.“

### Finanzierung
Kirchentage werden über drei Einnahmequellen finanziert: erstens öffentliche Mittel aus den Haushalten von Bund, Land und Kommune; zweitens Mittel der einladenden Landeskirche und drittens Einnahmen aus Ticketverkäufen, Sponsoring, Merchandise sowie Spenden und sonstige Fördermittel.

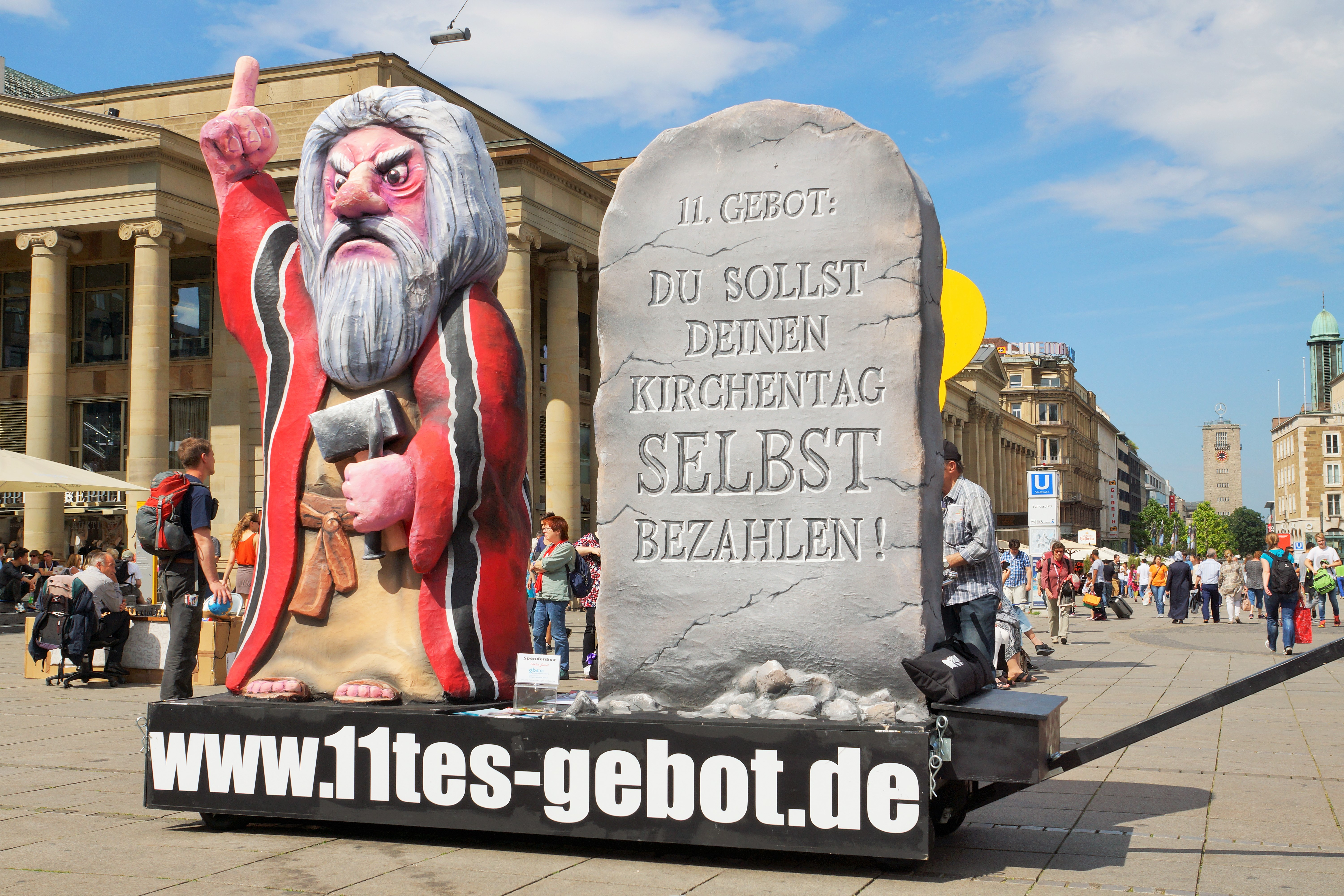
Kunstaktion Das 11. Gebot (Du sollst deinen Kirchentag selbst bezahlen!) beim Deutschen Evangelischen Kirchentag 2015 in Stuttgart.

Der zuletzt veranstaltete Kirchentag 2023 in Nürnberg verfügte über einen Haushalt in Höhe von 20,5 Millionen Euro. Darin enthalten waren rund die Hälfte aus öffentlichen Geldern (Insgesamt 10 Millionen Euro. Im Einzelnen vom Bund: 500.000 Euro, Freistaat Bayern: 5,5 Millionen Euro, Stadt Nürnberg: 4 Millionen Euro einschließlich etwa eine Million in Sachleistungen). 5,6 Millionen Euro zahlte die bayerische Landeskirche aus eignen Mitteln.
Gegen die Bezuschussung aus öffentlichen Mitteln wird seit 2015 bei jedem Kirchentag die öffentlichkeitswirksame Kunstaktion Das 11. Gebot („Du sollst Deinen Kirchentag selbst bezahlen!“) durchgeführt. Das Sozialwissenschaftliche Institut der EKD hat das Phänomen der Kirchentage als „antiklerikalen Mobilisierungsanlass“ untersucht und sieht in der Kunstaktion einen Ausdruck dafür, dass in Zeiten fortschreitender Säkularisierung und hoher Verschuldung öffentlicher Haushalte die finanzielle Förderung von Kirchentagen keine Selbstverständlichkeit mehr sei.

### Sponsoring
Kirchentage werden regelmäßig von verschiedenen Unternehmen und Organisationen gefördert. Im Jahr 2007 waren dies unter anderem die Volkswagen AG, die Axel Springer Stiftung, Deichmann, E-Plus Mobilfunk und Brot für die Welt. Im Jahr 2017 wurde die Auswahl der Sponsoren innerhalb der Landeskirchen, der Kirchentagsleitung und auch in den Medien kontrovers diskutiert. Insbesondere die Zusammenarbeit mit Volkswagen und Bosch wurde vereinzelt als „Ablasshandel“ kritisiert, während eine Sprecherin von Volkswagen dies als „Aufarbeitung der Dieselkrise“ bezeichnete.

## Geschichte

### Vorläufer
Es gab in der deutschen Kirchengeschichte bereits vor 1949 Zusammenschlüsse und Treffen unter dem Namen Deutscher Evangelischer Kirchentag; sie haben mit dem heutigen DEKT keine direkte Verbindung:
Im Jahr 1848 fand eine Versammlung „evangelischer Männer“ in Wittenberg statt, die als Kirchentag bezeichnet wurde. Bis 1872 wurden 15 solcher Kirchentage durchgeführt („Deutscher Evangelischer Kirchentag“).
Nach dem Ersten Weltkrieg entstand eine zweite Kirchentagsbewegung. In Dresden fand im Jahr 1919 ein Kirchentag statt, zu dem vor allem die einzelnen Landeskirchen zusammenkamen, mit dem Ziel der Gründung eines Kirchenbundes, eines Vorläufers der heutigen EKD.

### Ab 1949

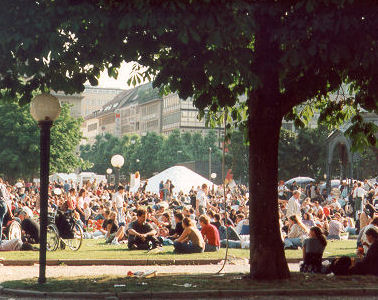
Kirchentag 1999 Stuttgart mit Salzberg:
„Ihr seid das Salz der Erde.“
Ὕμεῖς ἐστε τὸ ἅλας τῆς γῆς·

Der heute bekannte DEKT wurde 1949 nach der Zeit des Nationalsozialismus und des Zweiten Weltkrieges vor allem von Reinold von Thadden-Trieglaff und Freunden ins Leben gerufen und hatte seine Wurzeln in einer Mischung des Pietismus und der Verbundenheit zur weltweiten Ökumene. Ihm waren bereits ab 1932 kleinere regionale Kirchentage vorangegangen. Zuerst gab es 1932 in Stettin einen pommerschen Kirchentag, den von Thadden mit organisiert hatte, und an welchem 20.000 Menschen zusammenkamen. In den Folgejahren wurden diese Kirchentage vor allem von der Bekennenden Kirche zur Zurüstung der Gemeinde genutzt. 1935 fand in Hannover eine erste „evangelische Woche“ statt, die von Kirchen organisiert wurde, die sich in Opposition zur gleichgeschalteten Kirche sahen. Nach dem Zweiten Weltkrieg gab es erste „Evangelische Wochen“ 1947 in Flensburg, 1948 in Frankfurt am Main.
Im Jahr 1949 fand dann auf Einladung des Landesbischofs Hanns Lilje in Hannover eine erneute, dieses Mal deutschlandweit initiierte „Evangelische Woche“ statt, die heute als erster Kirchentag betrachtet wird. Der Präses der EKD-Synode und spätere Bundespräsident Gustav Heinemann verlas hier die Gründungserklärung eines fortan regelmäßig durchzuführenden Deutschen Evangelischen Kirchentages, der

„der Zurüstung der evangelischen Laien für ihren Dienst in der Welt und in der christlichen Gemeinde dienen sowie die Gemeinschaft und den Austausch mit den Laien der im Weltrat der Kirchen zusammengeschlossenen Kirchen fördern sollte. Zunächst fanden diese Treffen jährlich statt, bis dann Mitte der 1950er Jahre ein zweijährlicher Rhythmus eingeführt wurde.“

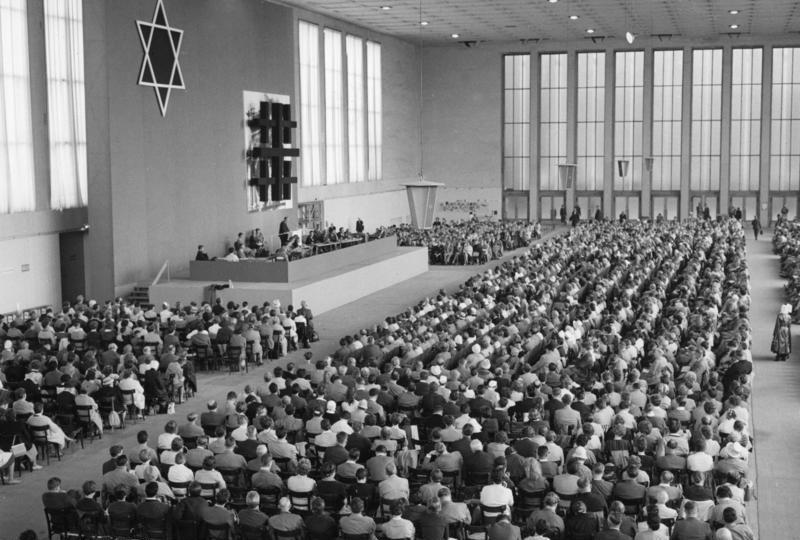
Evangelischer Kirchentag 1961

Von großer Bedeutung war der Kirchentag 1951 in Gesamt-Berlin, der auch von den Ostberliner Behörden unterstützt wurde. So wurde das FDJ-Zeltlager („Schmetterlingshorst“) zur Unterbringung der jungen Kirchentagsgäste zur Verfügung gestellt. Der Kirchentag 1953 in Hamburg fand kurz nach dem Kurswechsel und dem Volksaufstand in der DDR statt. Aus den Großstädten der DDR wurden Sonderzüge nach Hamburg eingesetzt.
Die Teilnehmer kamen ursprünglich aus beiden Teilen Deutschlands: Noch 1954 fand der Kirchentag in Leipzig statt, und zu dem Kirchentag, der 1961, kurz vor dem Bau der Mauer, in West-Berlin abgehalten wurde, kamen 19.700 der 42.900 Dauerteilnehmer aus der DDR. Nach dem Mauerbau 1961 wurde die Abhaltung eines gemeinsamen deutschen Kirchentages immer schwieriger. Daher fanden in der DDR eigene Kirchentage statt.

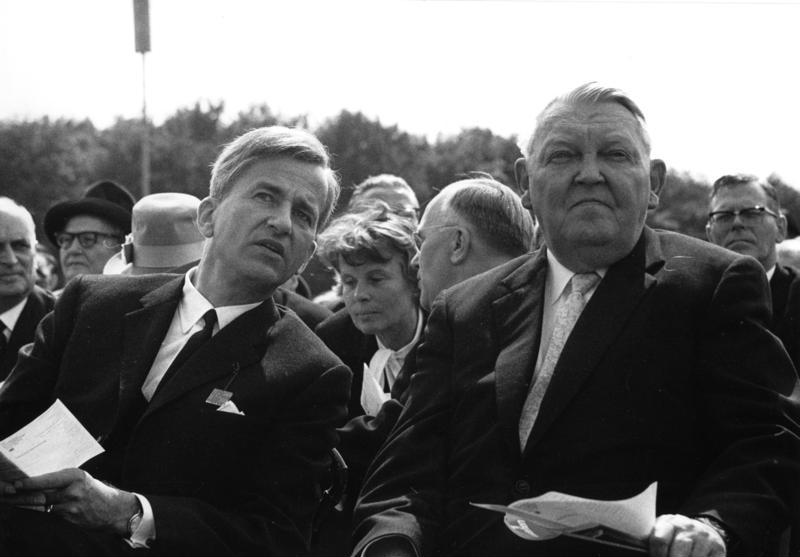
Richard von Weizsäcker (links) und Ludwig Erhard auf dem Evangelischen Kirchentag in Köln, 1965

Ende der 1960er Jahre bedurfte der Kirchentag einer grundlegenden Überarbeitung. Die Kirchentage der 1950er und 1960er Jahre dienten vor allem der Vergewisserung des spezifisch evangelischen Glaubens in einem zunehmend säkularer werdenden Deutschland. Themen wie Ökumene oder Friedenspolitik kamen nur am Rande vor, ebenso neue geistliche Impulse. Dennoch war der Kirchentag auch in seiner damaligen Form dem konservativen Flügel des Protestantismus bereits zu liberal. Diese gründeten mit dem Gemeindetag unter dem Wort eine Alternativveranstaltung.
Der Kirchentag 1969 in Stuttgart wurde zum einen von diesem Gegensatz geprägt, zum anderen vom Einfluss der Evangelischen Studentengemeinden, welche die damals aktuellen Themen APO und Vietnamkrieg thematisierten. Als Denkpause fand 1971 kein Kirchentag statt. Stattdessen kam es zu einem ökumenischen Pfingsttreffen und verschiedenen regionalen Kirchentagen.
Der Kirchentag 1973 in Düsseldorf war zwar der Kirchentag mit der bis heute geringsten Zahl an Dauerteilnehmern, doch fand hier erstmals ein Kirchentag mit dem bis heute verwendeten Rahmen statt. Neu war beispielsweise die Feier einer „Liturgischen Nacht“, die großen Einfluss auf die Jugendgottesdienste des folgenden Jahrzehnts hatte.
Neue Kirchenlieder und Neue Geistliche Lieder finden häufig über den Kirchentag hinaus Verbreitung. Ferner nahmen Friedens- und Ökologiediskussionen ihren Anfang bei Kirchentagen.

### Ab 1990
Heinz Rudolf Kunze komponierte für den Kirchentag in Hannover 2005 erstmals einen offiziellen Kirchentags-Popsong. Seitdem haben unter anderem die Wise Guys (2007 in Köln und 2009 in Bremen) und der Kabarettist Bodo Wartke (2011 in Dresden) Losungs-Songs im Auftrag des Kirchentags komponiert. 2013 in Hamburg zeichneten Komponist Dieter Falk und Sänger Mic Donet für den Kirchentags-Song verantwortlich.
Um die Ökumene voranzubringen, haben das Zentralkomitee der Deutschen Katholiken und der Deutsche Evangelische Kirchentag den Ökumenischen Kirchentag ins Leben gerufen. Der erste Ökumenische Kirchentag fand 2003 in Berlin, der Zweite Ökumenische Kirchentag fand vom 12. bis 16. Mai 2010 in München und vom 12. Mai bis 16. Mai 2021 der dritte Ökumenische Kirchentag in Frankfurt am Main statt. Aufgrund der Corona-Pandemie wurde der 3. ÖKT digital und dezentral durchgeführt.
Bei der Vorbereitung des Deutschen Evangelischen Kirchentages 2027 in Düsseldorf kam es zu einer mit breiter medialer Resonanz geführten Debatte über die Gründung und Ausrichtung des Trägervereins „40. Deutscher Evangelischer Kirchentag Düsseldorf 2027 e. V.“ (Vereinsregister Fulda, VR 2909). Als Vereinsvorsitzende wurden im Oktober 2024 bestellt: David Farago (* 1980), Leiter der Kunstaktion Das 11. Gebot („Du sollst deinen Kirchentag selbst bezahlen!“), und Mario Ickert (* 1976), Vorsitzender der Kirche des Fliegenden Spaghettimonsters in Deutschland. Dem Aufsichtsrat gehören laut katholisch.de u. a. die frühere SPD-Bundestagsabgeordnete Ingrid Matthäus-Maier, der Düsseldorfer Kabarettist Manes Meckenstock sowie der Philosoph Michael Schmidt-Salomon an. Der Trägerverein stellte am 9. Januar 2025 der Öffentlichkeit einen Programmvorschlag vor und erklärte, dass mit dem Verein staatliche Subventionen in Höhe von 13 Millionen Euro für die fünftägige Veranstaltung abgerufen werden könnten. In dem nachfolgenden Streit um ein von der evangelischen Kirche gegen den Trägerverein angestrengtes Amtslöschungsverfahren erklärte Farago, dass die anstehende Entscheidung des Gerichts akzeptiert werde.

### Studie zu sexualisierter Gewalt
Eine vom Kirchentag in Auftrag gegebene Studie aus dem Jahr 2024 dokumentierte die Verbindungen von Personen, die aufgrund von sexueller Gewalt gegenüber Kindern aufgefallen waren, wie Gerold Becker, Helmut Kentler und Hartmut von Hentig zum Kirchentag. Demnach nutzten sie die kirchlichen Treffen gezielt, um ihre Netzwerke auszubauen und ihren damals guten Ruf zu pflegen. Die Autoren der Studie fanden keine Hinweise darauf, dass auf den Kirchentagen Akte der sexualisierten Gewalt begangen wurden. Die 2024 als Generalsekretärin des Kirchentags agierende Kirsten Jahns kritisierte, dass es keine sofortige Distanzierung vonseiten der Führung des Kirchentags gegeben hätte, nachdem Vorwürfe gegen die Männer erstmals bekannt worden sind. Weiter kritisierte sie, dass es nicht sofort zu einer Aufarbeitung gekommen sei. Der Kirchentag gab nach Veröffentlichung der Studie an, sein Präventionskonzept zu überarbeiten und zu verbessern.
2024 sagte der ehemalige Kirchentagspräsident Thomas de Maizière (CDU), dass bis 2010 dem Kirchentagspräsidium keine Straftaten bekannt gewesen seien. Unter dem sonstigen haupt- und ehrenamtlichen Personal des Kirchentages hätte bis 1999 kein Wissen zu Straftaten vorgelegen.

## Geplante Kirchentage
- Der 40. Deutschen Evangelischen Kirchentag 2027 wird vom 5. bis 9. Mai 2027 in Düsseldorf stattfinden.
- Der 41. Deutsche Evangelische Kirchentag 2029 findet in Hamburg statt.[42]

## Briefmarken

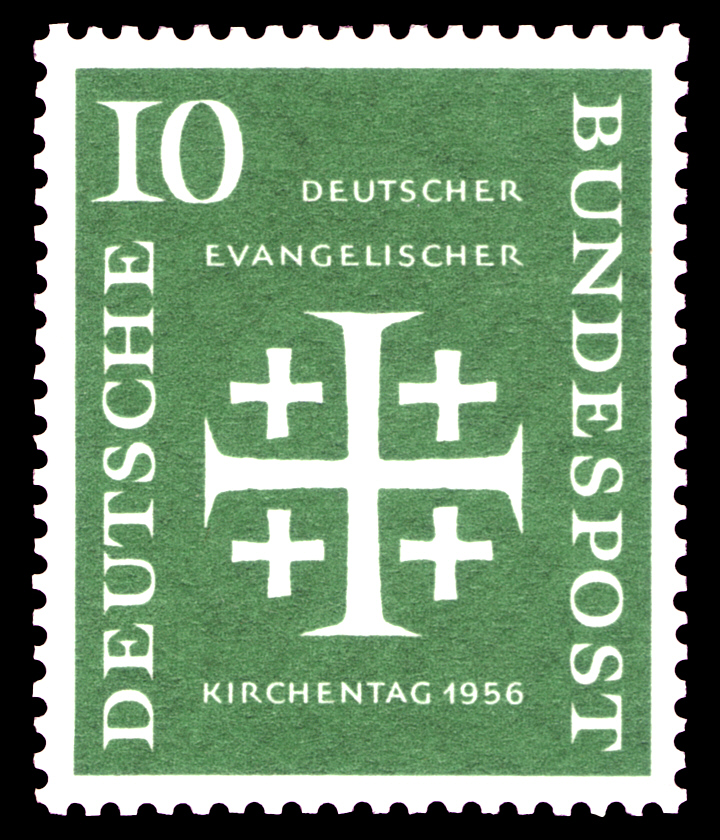
Briefmarke der Deutschen Bundespost (1956): Deutscher Evangelischer Kirchentag 1956 in Frankfurt am Main
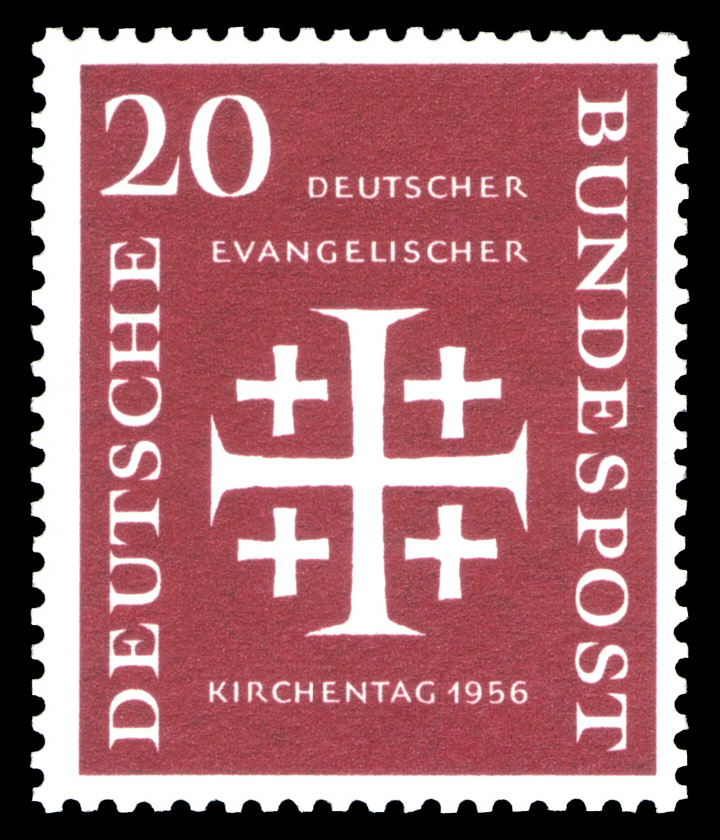
Briefmarke der Deutschen Bundespost (1956): Deutscher Evangelischer Kirchentag 1956
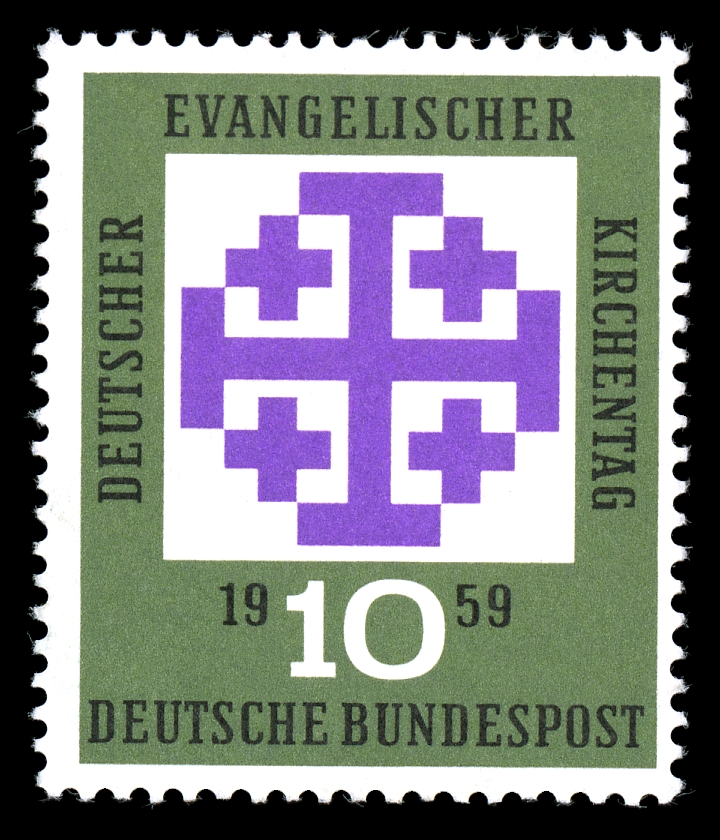
Briefmarke der Deutschen Bundespost (1959): Deutscher Evangelischer Kirchentag 1959 in München
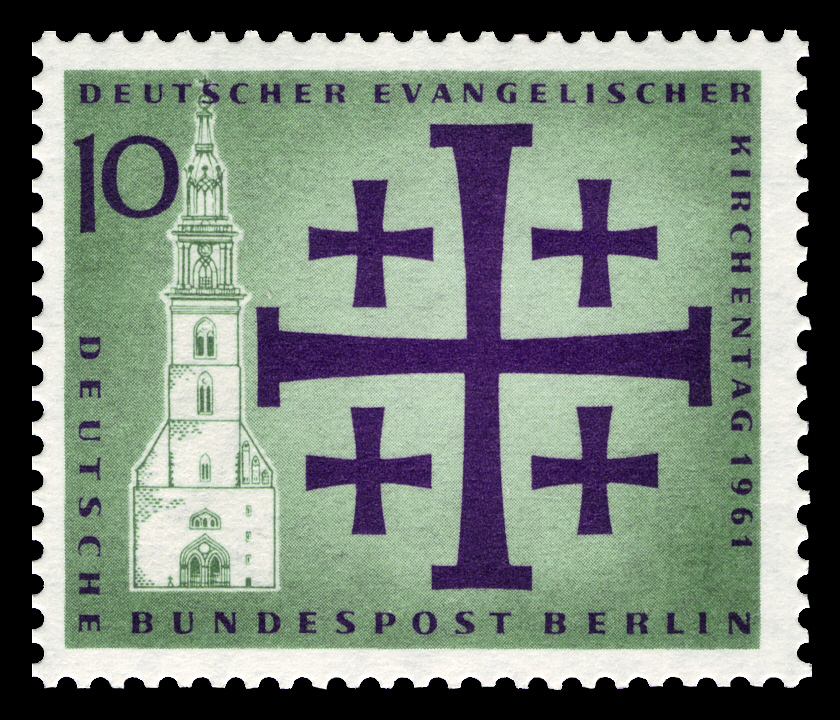
Briefmarke der Deutschen Bundespost Berlin (1961): Deutscher Evangelischer Kirchentag 1961 in Berlin
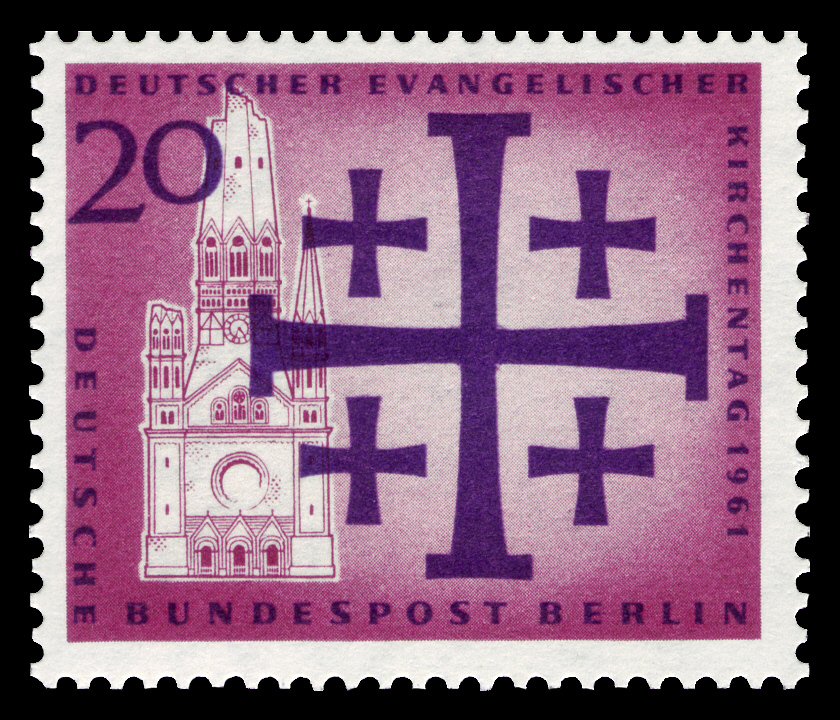
Briefmarke der Deutschen Bundespost Berlin (1961): Deutscher Evangelischer Kirchentag 1961 in Berlin
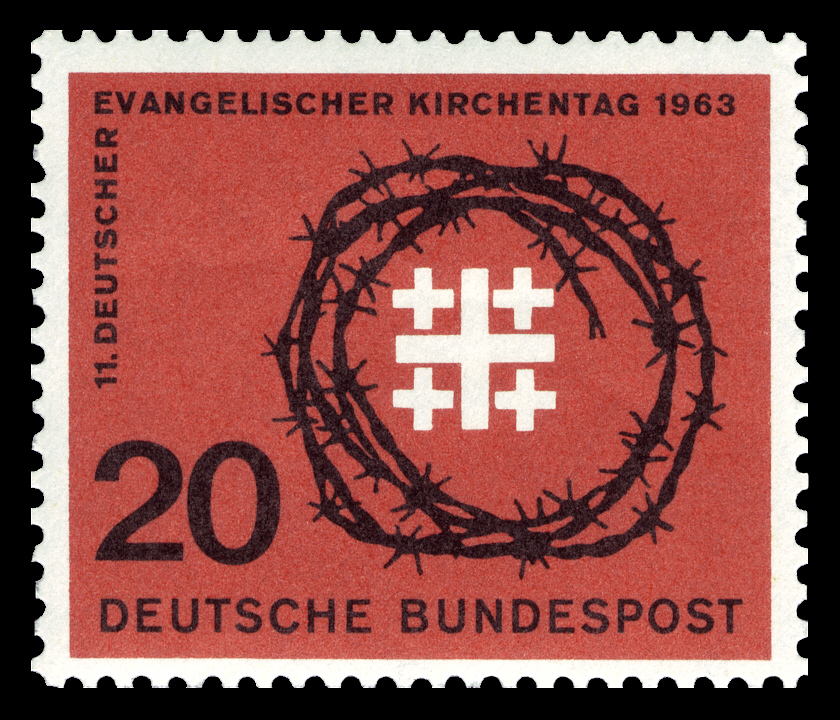
Briefmarke der Deutschen Bundespost (1963): Deutscher Evangelischer Kirchentag 1963 in Dortmund
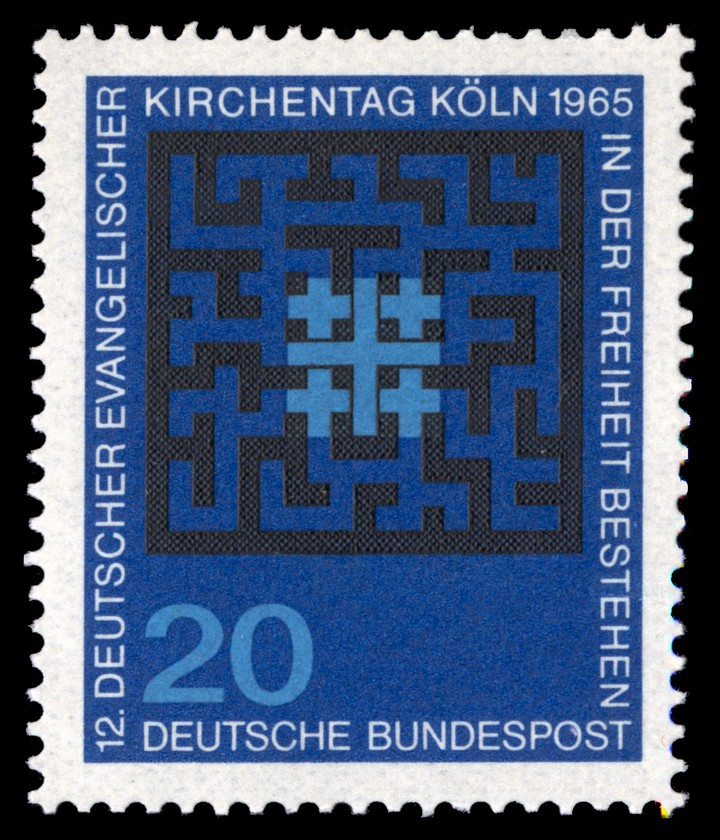
Briefmarke der Deutschen Bundespost (1965): Deutscher Evangelischer Kirchentag 1965 in Köln
Briefmarke der Deutschen Bundespost (1967): Deutscher Evangelischer Kirchentag 1967 in Hannover
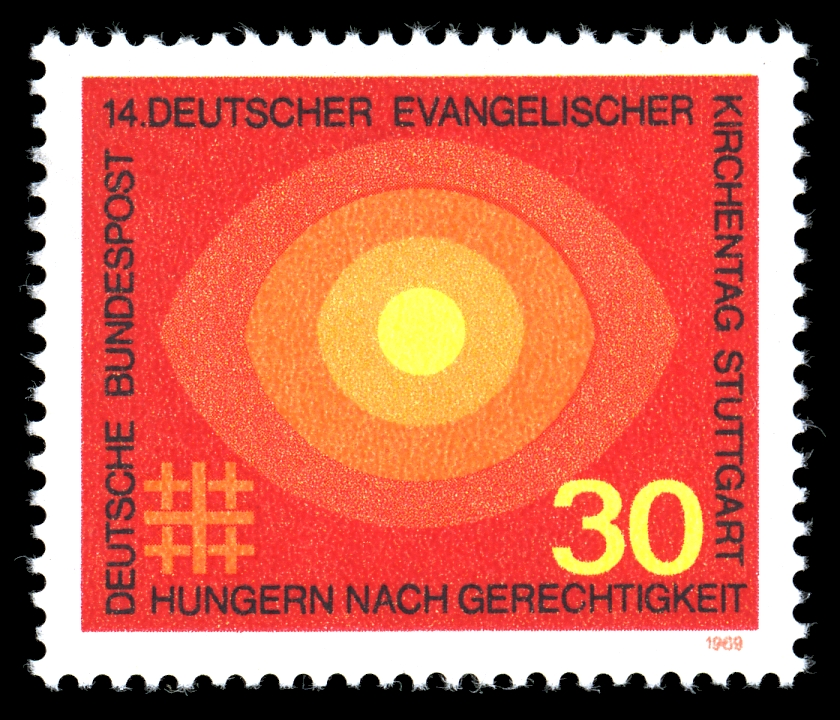
Briefmarke der Deutschen Bundespost (1969): Deutscher Evangelischer Kirchentag 1969 in Stuttgart
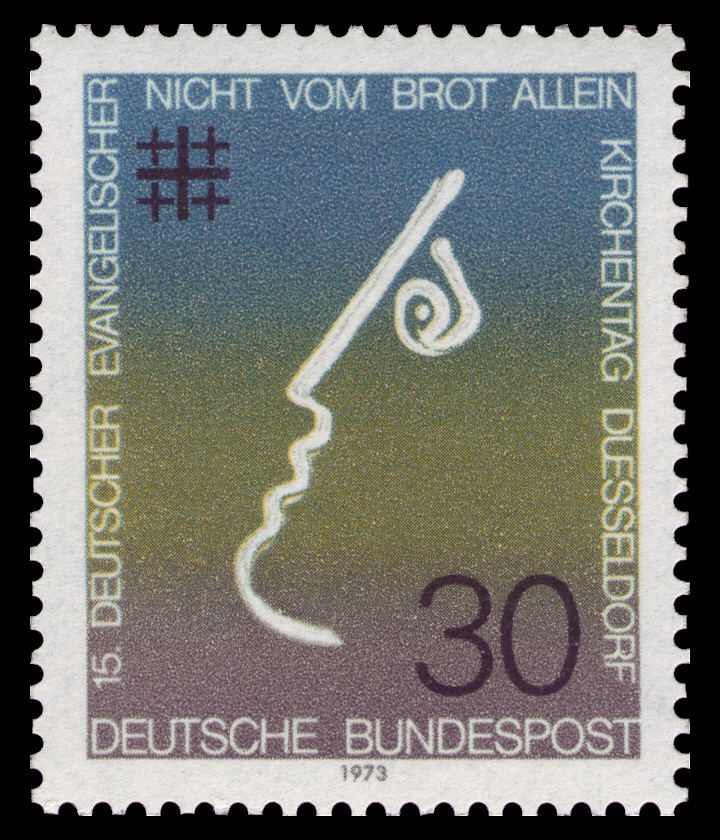
Briefmarke der Deutschen Bundespost (1973): Deutscher Evangelischer Kirchentag 1973 in Düsseldorf
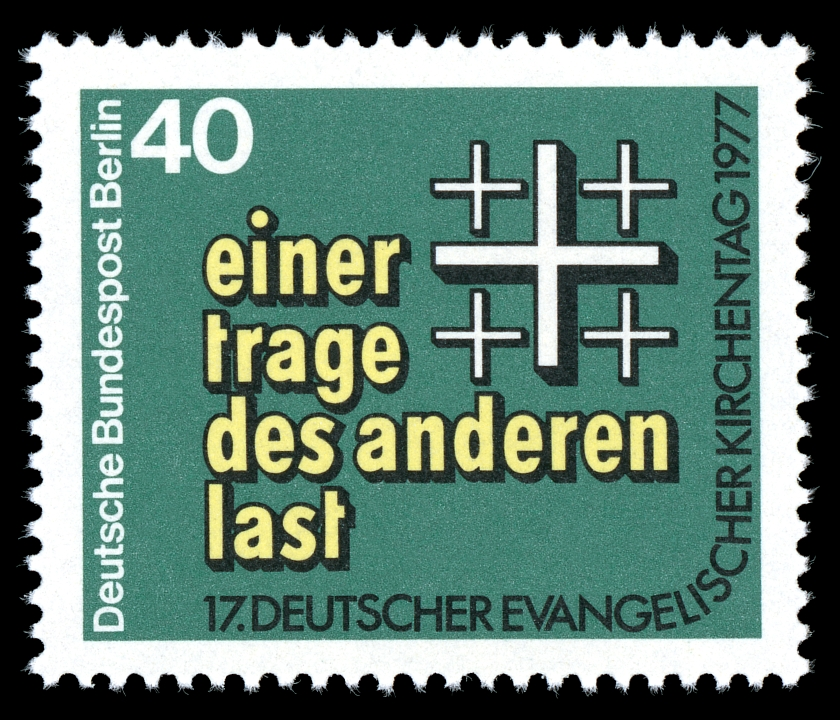
Briefmarke der Deutschen Bundespost Berlin (1977): Deutscher Evangelischer Kirchentag 1977 in Berlin (West)